# Caso Blanquerna
El caso Blanquerna fue un suceso que ocurrió el 11 de septiembre de 2013 cuando varios militantes de extrema derecha española irrumpieron con banderas a la librería Blanquerna de Madrid, durante un acto conmemorativo de la Diada catalana.

## Hechos
El 11 de septiembre de 2013, durante un acto por la celebración del Día de Cataluña, varios militantes de las agrupaciones de extrema derecha Alianza Nacional, FE-La Falange y Democracia Nacional irrumpieron con banderas españolas y las de las formaciones políticas a la librería Blanquerna de Madrid, propiedad de la Generalidad de Cataluña, profiriendo gritos de "No nos engañan, Cataluña es España" y tiraron al suelo la bandera de cuatro barras que presidía el acto. Al día siguiente se detuvo a 12 personas que participaron en dicho asalto.

## Consecuencias
Existió la posibilidad de la ilegalización del partido Alianza Nacional. La Fiscalía del Tribunal Supremo abrió diligencias informativas preprocesales para decidir la ilegalización de AN el 1 de octubre de 2013 debido a los hechos de la librería Blanquerna. Esta medida había sido reclamada por Izquierda Unida (IU). En caso de completarse la ilegalización, sería la primera desde la ilegalización del PCE(r) que no fuese a un partido de la izquierda abertzale.
El Tribunal Supremo estableció en 2020 la condena a prisión de catorce participantes en los siguientes términos: doce a dos años y siete meses, otro a dos años y nueve meses y otro a dos años y ocho meses.